# Mike O'Grady
Mike O'Grady, född 11 oktober 1942 i Leeds, England, är en före detta engelsk professionell fotbollsspelare. Han spelade 311 ligamatcher och gjorde 45 mål som mittfältare i främst Huddersfield Town och Leeds United under en spelarkarriär som sträckte sig mellan 1959 och 1974.
Han spelades dessutom två landskamper för England och gjorde tre mål.